# HMS Undine (N48)
Pour les autres navires du même nom, voir HMS Undine.
Le HMS Undine (pennant number : N48) est un sous-marin britannique, navire de tête de la classe U, appelée aussi classe Undine en service dans la Royal Navy.

## Conception et description
Le Undine faisait partie du premier groupe de sous-marins de classe U. 2 autres groupes ont été construits ultérieurement. Les sous-marins avaient une longueur totale de 58,22 mètres et déplaçaient 549 t en surface et 742 t en immersion. Les sous-marins de la classe U avaient un équipage de 31 officiers et matelots.
Le Undine était propulsé en surface par deux moteurs diesel fournissant un total de 615 chevaux-vapeur (459 kW) et, lorsqu'il était immergé, par deux moteurs électriques d'une puissance totale de 825 chevaux-vapeur (615 kW) par l'intermédiaire de deux arbres d'hélice. La vitesse maximale était de 11,25 nœuds (20,84 km/h) en surface et de 10 nœuds (19 km/h) sous l'eau.
Le Undine était armé de six tubes lance-torpilles de 21 pouces (533 mm) (4 à l'avant et 2 en extérieur) et transportait également quatre recharges pour un grand total de dix torpilles. Le sous-marin était également équipé d'un canon de pont de 3 pouces (76 mm).

## Historique
Sa quille est posée le 19 février 1937 au chantier naval Vickers-Armstrong à Barrow-in-Furness, en Angleterre. Il est lancé le 5 octobre 1937 et mis en service le 21 août 1938.
Au début de la Seconde Guerre mondiale, le Undine est membre de la 6e Flottille de sous-marins. Du 26 au 29 août 1939, la flottille se déploie sur ses bases de guerre à Dundee et Blyth.
Lors de sa quatrième patrouille de guerre (parti de Blyth le 31 décembre 1939), le HMS Undine, à 9h40 le 7 janvier 1940, aperçoit ce qu'il pense être trois chalutiers à environ 20 miles au sud-ouest de Heligoland, mais il s'agit en fait des dragueurs de mines auxiliaires allemands 'M-1201, M-1204 et M-1207. Le Undine attaque sans succès le navire de tête, mais les dragueurs de mines contre-attaquent et le forcent à plonger. Le Undine se trouve à 15 m (50 pieds) et avance à l'aveugle en raison de la perte du sonar. Après cinq minutes sans autre attaque, il relève son périscope. Une explosion secoue le sous-marin, le faisant exploser vers le haut et rendant les hydroplanes inutilisables.
Sans l'utilisation des hydroplanes, la fuite est impossible et l'ordre d'abandonner le navire est donné. Des charges de démolition sont placées et le sous-marin se saborde à la position géographique de 54° 08′ N, 7° 33′ E. L'équipage entre dans l'eau et est récupéré par les dragueurs de mines,.
.

### Commandement
- Lieutenant commander (Lt.Cdr.) Alan Spencer Jackson (RN) du 17 juillet 1939 au 7 avril 1940

RN : Royal Navy